# Tripoma arboreum
Tripoma arboreum is een hydroïdpoliep uit de familie Campanulinidae. De poliep komt uit het geslacht Tripoma. Tripoma arboreum werd in 1995 voor het eerst wetenschappelijk beschreven door Hirohito. 